# Liste von Spezialenzyklopädien
Eine Spezialenzyklopädie (auch Specialencyklopädie, Special-Encyklopädie, Partikular-Encyklopädie, Partikularenzyklopädie) ist eine Enzyklopädie, die einen Teilbereich des Wissens mit großer Detailtiefe darstellt. Es handelt sich dabei oft um den Bereich einer einzigen oder mehrerer Einzelwissenschaften. Andere Spezialenzyklopädien begrenzen die Teilmenge des Wissens nach besonderen inhaltlichen Kriterien, wählen z. B. einen Zeitraum. In jedem Fall erhebt die Spezialenzyklopädie den Anspruch der umfassenden und vollständigen Darstellung des jeweiligen Wissensbereichs.

## Übersicht

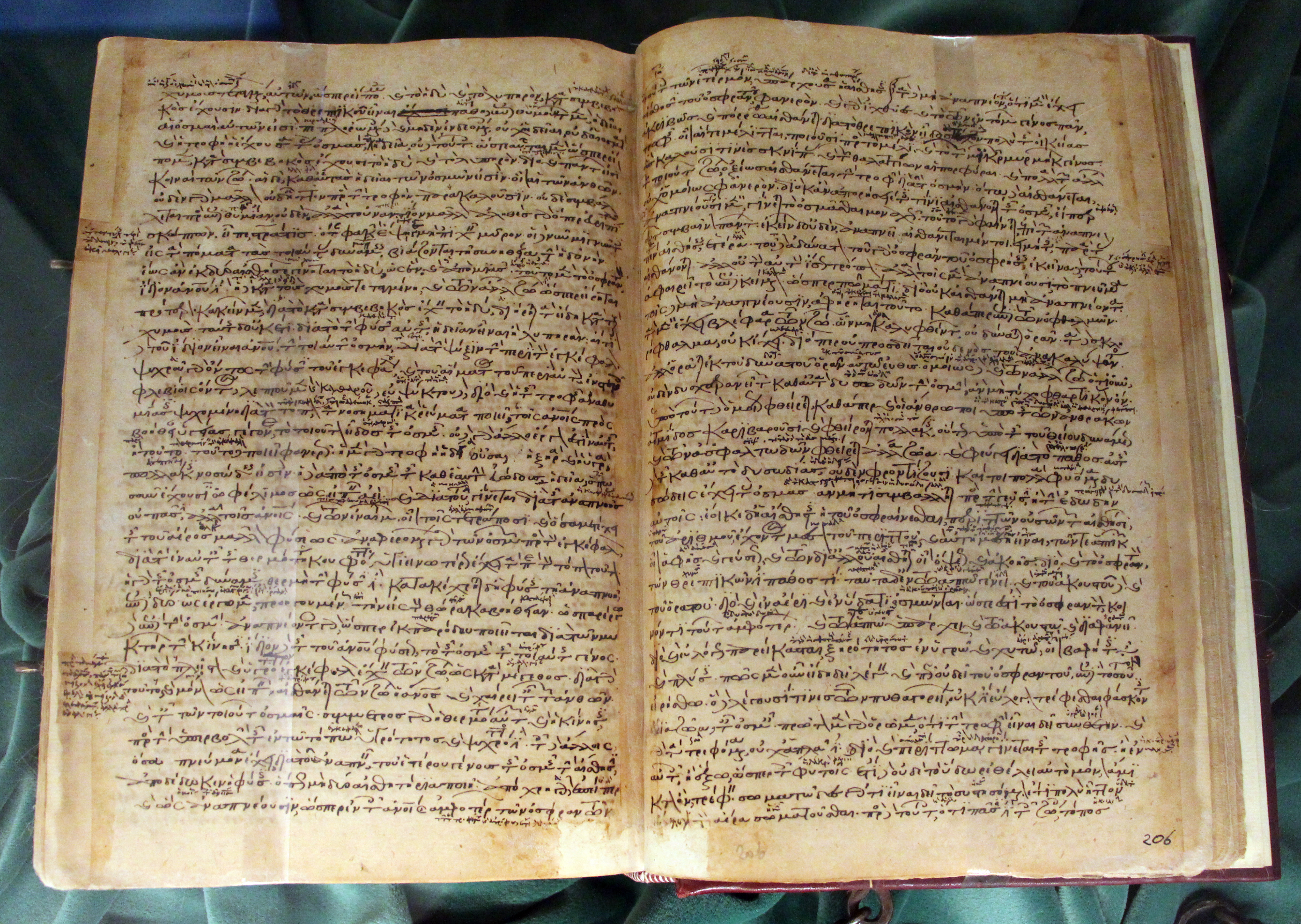
Eine der ältesten Enzyklopädien: Historia animalium et al. Konstantinopel, 12. Jahrhundert (Biblioteca Medicea Laurenziana, pluteo 87.4)

Der Begriff wird bereits 1840 in der Allgemeinen Encyclopädie der Wissenschaften und Künste von Ersch und Gruber (1. Section Th. 34, S. 206) beschrieben. Er kommt als Titel eines Werkes nicht vor.
Die Universalenzyklopädie umfasst alle Bereiche des Wissens. Das Fachlexikon erhebt nicht den Anspruch der umfassenden und vollständigen Darstellung des jeweiligen Wissensbereichs. Die Grenzen zum Handbuch sind fließend. Hier werden Handbücher aufgelistet, die wegen ihres Umfangs und der damit verbundenen Detailtiefe den Charakter einer Enzyklopädie haben.
Hinsichtlich ihrer Struktur können zwei grundlegende Typen der Spezialenzyklopädie erkannt werden:
- Der Stoff wird in fortlaufender Prosa dargestellt, die systematisch gegliedert ist. In der nachfolgenden Liste werden diese Werke mit (S) bezeichnet.
- Der Stoff wird in der Form eines Wörterbuchs an Wörter gebunden, die lemmatisiert und alphabetisch angeordnet werden. In der nachfolgenden Liste werden diese Werke mit (A) bezeichnet.

## Erste Spezialenzyklopädien
Im Jahr 335 vor Christus schuf Aristoteles mit der Tierenzyklopädie Historia animalium eine der ältesten Spezialenzyklopädien. Von 549 erwähnten Wirbeltierarten waren über 300 so exakt beschrieben, dass moderne Zoologen sie identifizieren konnten.
Der Zürcher Universalgelehrte Conrad Gessner (1516–1565) griff den Titel Historia animalium auf und beschrieb alle um das Jahr 1550 bekannten Tier- und Pflanzenarten auf 4500 Seiten. Jede der Arten beschrieb er in acht Abschnitten, darunter Aussehen, Verhaltensgewohnheiten und Nützlichkeit für Ernährung und Medizin.
Neben Conrad Gessner gilt Ulisse Aldrovandi als einer der Begründer der modernen Zoologie. Vor allem seine sehr detaillierten systematischen Untersuchungen machten ihn bekannt. Das Hauptwerk von Ulisse Aldrovandi ist die aus elf Bänden bestehende Historia animalium, von der besonders die drei Bände über die Vögel (Ornithologia) berühmt wurden als Ergänzung zu Gessners ebenfalls als Historia animalium bezeichnetem Werk.

## Bibliothekswissenschaft
- Georg Ley (Hrsg.): Handbuch der Bibliothekswissenschaft. Harrassowitz, Wiesbaden 1953
- Miriam Drake (Hrsg.): Encyclopedia of Library and Information Science. New York, 2. Auflage 2003, 4 Bände, 1 Supplementband 2005

## Geschichte

### Allgemeines
- Fischer Weltgeschichte. 1965–1983 (36 Bände, S).
- Propyläen Weltgeschichte
- Geschichtliche Grundbegriffe: Historisches Lexikon zur politisch-sozialen Sprache in Deutschland. Hrsg. Otto Brunner, Werner Conze, Reinhart Koselleck 1972–1997 (8 Bände, A).
- Oldenbourg Grundriss der Geschichte. Hrsg. Jochen Bleicken, Lothar Gall, Hermann Jakobs, Karl-Joachim Hölkeskamp 1978– (S)
- Neue Fischer Weltgeschichte, Frankfurt am Main 2014– (21 Bände geplant, 9 Bde. bis 2018 erschienen, S).

### Biographien, Nationalbiographien
Siehe Liste der National-, Regional- und Lokalbiografien

### Altertum
- Real-Encyclopädie der classischen Alterthumswissenschaft in alphabetischer Ordnung. Hrsg. August Friedrich Pauly 1837–1866 (6 Bände, A).
- A Dictionary of Greek and Roman Antiquities. Hrsg. William Smith 1842. (A)
- Dictionary of Greek and Roman Biography and Mythology. Hrsg. William Smith 1849. (A)
- Handbuch der Altertumswissenschaft. (vor 1913 Handbuch der klassischen Altertums-Wissenschaft in systematischer Darstellung) Hrsg. Iwan von Müller, Robert von Pöhlmann, Walter Otto, Hermann Bengtson, Hans-Joachim Gehrke und Bernhard Zimmermann. 1885– (ca. 110 Bände, S)
- Ausführliches Lexikon der griechischen und römischen Mythologie. Hrsg. Wilhelm Heinrich Roscher, Konrat Ziegler 1886–1937 (6 Bände, S).
- Paulys Realencyclopädie der classischen Altertumswissenschaft. Hrsg. Georg Wissowa 1890–1978 (66 Halbbände + 15 Erg.bde., A).
- The Cambridge Ancient History. Hrsg. John Bagnell Bury et al. 1. Aufl. 1911–1939 (12+5 Bände, S), 2. Aufl. 1970–2005 (14 Bände in 19 Teilbde., S)
- Reallexikon der Germanischen Altertumskunde. 1. Auflage. 1911–1919 (4 Bände, A), 2. Aufl. 1967–2007/08 (35 + 2 Bände, A), 1986– (81 Ergänzungsbände bis 2013 erschienen, S)
- Reallexikon der Assyriologie und Vorderasiatischen Archäologie (vor 1957 Reallexikon der Assyriologie). Berlin 1928–2018 (15 Bände, A)
- Der Kleine Pauly. Hrsg. Konrat Ziegler 1964–1975 (5 Bände)
- Lexikon der Alten Welt. Hrsg. Carl Andresen, Olof Gigon, Ernst Zinn u. a. 1965, Neuauflage 1990 (3 Bände)
- Der Neue Pauly. 1996– (16 Bände in 19 Teilbänden sowie 10 Supplementbände bis 2015 erschienen, weitere Supplementbände geplant, A)
- The Encyclopedia of Ancient History. Hrsg. von Roger S. Bagnall, Kai Brodersen, Craige B. Champion, Andrew Erskine, Sabine R. Huebner, 13 Bände, Wiley-Blackwell, Chichester [u. a.] 2013
- Andrew Sherratt (Hrsg.): Die Cambridge Enzyklopädie der Archäologie. Christians Verlag, Hamburg 1980, ISBN 3-88472-035-X.
- Lexicon Iconographicum Mythologiae Classicae
- Enzyklopädie der griechisch-römischen Antike

### Mittelalter
- The Cambridge Medieval History. Hrsg. John Bagnell Bury. 1911–1936 (8 Bände in 9 Teilbde., S)
- Kulturhistorisk leksikon for nordisk middelalder fra vikingetid til reformationstid. Hrsg. Johannes Brøndsted und Olaf Olsen. Kopenhagen 1956–1978 (22 Bde., A)
- Reallexikon der Byzantinistik. Hrsg. Peter Wirth. Amsterdam 1968–1972 (1 Band in 6 Heften, danach abgebrochen, A)
- Lexikon des Mittelalters. 1977–1999 (10 Bände, A)
- Dictionary of the Middle Ages. 1982–1989/2003 (13 Bände + 1 Ergänzungsband, A)
- Oxford Dictionary of Byzantium. Hrsg. Alexander Kazhdan. New York 1991 (3 Bände, A)
- The New Cambridge Medieval History. 1995–2005 (7 Bände, S)
- Lexikon der Byzantinistik. Hrsg. Johannes Irmscher. Amsterdam 1998 (1 Band, danach abgebrochen, A)
- The Grove Encyclopedia of Medieval Art and Architecture. Hrsg. Colum P. Hourihane. Oxford 2012 (6 Bände, A)
- siehe auch Verfasserlexikon unter Literatur

### Neuzeit
- The Cambridge Modern History. 1902–1912 (14 Bde., S)
- The New Cambridge Modern History. 1957–1979 (14 Bde., S)
- Enzyklopädie der Neuzeit. 2005–2012 (16 Bde., A)
- The International Encyclopedia of Revolution and Protest: 1500 to the Present. hrsg. von Immanuel Ness, Malden, MA u. a.: Wiley & Sons, 2009, ISBN 1-4051-8464-7.
- The Oxford Encyclopedia of the Modern World: 1750 to Present. hrsg. von Peter N. Stearns, Oxford UP 2008

### Länder/Regionen

#### Europa
- Enzyklopädie deutscher Geschichte. (110 Bände geplant, 16 Bände fehlten noch 2012, S)
- Handbuch der deutschen Geschichte (Gebhardt). 1. Auflage hrsg. von Bruno Gebhardt, Stuttgart 1891/92 (2 Bde., S), 9. neubearbeitete Auflage, hrsg. von Herbert Grundmann, Stuttgart 1970–1976 (4 Bände in 5 Teilbde., S), 10. völlig neubearbeitete Auflage hrsg. von Alfred Haverkamp, Wolfgang Reinhard, Jürgen Kocka, Wolfgang Benz, Stuttgart 2001– (24 Bde., 19 Bände bis 2010 erschienen)
- Handbuch der europäischen Geschichte, Stuttgart 1968–1987 (7 Bde. in 8 Teilbde., S)
- The Modern Encyclopedia of Russian and Soviet History. hrsg. von Joseph L. Wieczynsk, Gulf Breeze, Fla. : Acad. Internat. Press, 1976–
- Handbuch der Geschichte Russlands, Stuttgart 1981–2004 (6 Bde. in 10 Teilbde., S)
- Historisches Lexikon der Schweiz (13 Bände geplant, 12 Bände bis 2013 erschienen, Band 13 erscheint im Herbst 2014, A) – auch online (deutsch, französisch, italienisch).
- Herwig Wolfram (Hrsg.): Österreichische Geschichte, Wien 1994–
- Handbuch der Geschichte Europas, Stuttgart 2002–2012 (9 Bde., S)
- The Cambridge History of Russia, Cambridge 2006–2009 (3 Bde., S)

#### Asien
- Encyclopædia Iranica, hrsg. von Ehsan Yarshater (Columbia University); Werk noch im Aufbau. Die Encyclopædia Iranica konzentriert sich auf die Geschichte, Kultur, Geografie, Politik und Literatur der iranischen Völker und auf ihre Interaktionen mit anderen Gesellschaften.
- Kodansha Encyclopedia of Japan
- Encyclopedia of Indian heritage and culture. hrsg. von Devendra Mishra, Shree Publ. & Distributors, New Delhi 2008–
- Encyclopedia of Modern China, hrsg. von David Pong, Detroit : Thomson Gale, 2009, 4 Bände (auch online)

#### Afrika
- Encyclopedia Africana. 2. Auflage. 2005 – Spezialenzyklopädie zu Afrika und zur afrikanischen Diaspora (Afroamerikaner etc.)
- Encyclopaedia Aethiopica (5 Bände, erschienen 2003 bis 2014), erstellt an der Universität Hamburg, Forschungsstelle Äthiopistik. Die Encyclopædia Aethiopica konzentriert sich auf die Geschichte, Kultur, Sprachen, Ethnien, Geografie, Politik und Literatur der Völker und Staaten der äthiopischen Gesamtregion („Orbis Aethiopicus“ einschließlich Djibouti, Eritrea, Somalia und Teile des Nordsudans) und auf ihre Interaktionen mit anderen Regionen.

#### Amerika
- Handbuch der Geschichte Lateinamerikas, Stuttgart: Klett-Cotta 1992–1996 (3 Bde., S)
- Encyclopedia of Latin American history and culture, hrsg. von Jay Kinsbruner, 6 Bände, Detroit u. a.: Gale, Cengage Learning, 2. Auflage 2008

#### Australien und Ozeanien
- Alexander Hare McLintock (Hrsg.): An Encyclopaedia of New Zealand. Wellington 1966 (englisch, Online [abgerufen am 17. Dezember 2015]).

### Liebe und Sexualität
- The Greenwood Encyclopedia of love, courtship & sexuality through history, hrsg. von James T. Sears, 6 Bände, Westport, Conn. u. a.: Greenwood, 2008
- Bilder-Lexikon Kulturgeschichte, Literatur und Kunst, Sexualwissenschaft. 3 Bände und Ergänzungsband. Verlag für Kulturforschung, Wien 1931; Neuauflage 1963 Verlag für Kulturforschung, Hamburg, in acht Bänden und zwei Bänden von Armand Mergen: Sexualforschung Stichwort und Bild.

### Medizingeschichte
- Enzyklopädie Medizingeschichte, herausgegeben von Werner E. Gerabek; Bernhard D. Haage; Gundolf Keil; Wolfgang Wegner, Berlin u. a.: De Gruyter, 2005

### Militärgeschichte
- Encyclopedia of the American Civil War: a political, social, and military history. hrsg. von David S. Heidler, Santa Barbara, Calif. u. a.: ABC-CLIO, 2000, 5 Bände
- The encyclopedia of the Cold War: a political, social, and military history. hrsg. von Spencer C. Tucker, Santa Barbara, Calif. u. a.: ABC-CLIO, 2008
- The Oxford encyclopedia of medieval warfare and military technology. hrsg. von Clifford J. Rogers, Oxford u. a.: Oxford Univ. Press, 2010, 3 Bände
- The encyclopedia of Middle East wars: the United States in the Persian Gulf, Afghanistan, and Iraq conflicts. hrsg. von Spencer C. Tucker, ABC-CLIO, Santa Barbara, Calif. [u. a.] 2010, 5 Bände
- The encyclopedia of the Vietnam War: a political, social, and military history. hrsg. von Spencer C. Tucker, Santa Barbara, Calif.: ABC-CLIO, 2. Auflage 2011, 4 Bände

### Rechtsgeschichte
- Handwörterbuch zur deutschen Rechtsgeschichte. Erich Schmidt, Berlin 1964–1998 (5 Bände). 2. Auflage 2004– (6 Bände in Lieferungen, A)
- The Oxford international encyclopedia of legal history, hrsg. von Stanley N. Katz, New York, NY [u. a.] : Oxford University Press, 2009, 6 Bände

### Umweltgeschichte
- Encyclopedia of world environmental history. hrsg. von Shepard Krech III, John Robert McNeill und Carolyn Merchant, Routledge, New York [u. a.] 2004, 3 Bände
- Encyclopedia of American environmental history. hrsg. von Kathleen A. Brosnan, Facts On File, New York 2011, 4 Bände

### Wirtschaftsgeschichte
- The Oxford encyclopedia of economic history, hrsg. von Joel Mokyr, Oxford u. a.: Oxford Univ. Press, 2003, 5 Bände

## Gesellschaft

### Anthropologie und Ethnologie
- Encyclopedia of anthropology. 5 Bände. Hrsg. von H. James Birx. Sage, Thousand Oaks, CA u. a. 2006.
- Routledge Encyclopaedia of Social and Cultural Anthropology. Hrsg. von Alan Barnard und Jonathan Spencer. Routledge, London 2004. Neuauflage 2012.
- Handwörterbuch des deutschen Aberglaubens

### Erziehungswissenschaft
- Historisches Wörterbuch der Pädagogik. hrsg. von Dietrich Benner und Jürgen Oelkers, Beltz-Verlag, Weinheim/Basel 2004, ISBN 978-3-407-83153-8.
- International encyclopedia of education, hrsg. von Penelope Peterson; Eva Baker und Barry McGaw, Amsterdam u. a.: Elsevier Academic, 3. Auflage 2010

### Sozialwissenschaften
- Handwörterbuch der Sozialwissenschaften: zugleich Neuauflage des „Handwörterbuchs der Staatswissenschaften“. Stuttgart u. a.: Fischer u. a. 1956–1968 (12 Bände und Registerband, A). Nachfolger: Handwörterbuch der Wirtschaftswissenschaft
- International Encyclopedia of the Social Sciences, hrsg. von David L. Sills, New York, NY u. a.: Macmillan [u. a.] 1968
- International Encyclopedia of the Social & Behavioral Sciences, hrsg. von Neil J. Smelser und Paul Baltes, 26 Bände, Elsevier-Verlag, 2001
- International Encyclopedia of the Social Sciences, hrsg. von William A. Darity, Detroit u. a.: Macmillan Reference USA, 2008
- Encyclopedia of race and racism, hrsg. von Patrick L. Mason, Detroit u. a.: Macmillan Reference USA, 2. Auflage 2013 (4 Bände)

### Staatswissenschaft und Politikwissenschaft

#### Allgemein
- Staatslexikon. Herausgegeben im Auftrag der Görres-Gesellschaft zur Pflege der Wissenschaft im Katholischen Deutschland. 1. Auflage, Freiburg i. Br.: Herder, 1889–1897 (5 Bde., A), 7. völlig neu bearbeitete Auflage, Freiburg i. Br.: Herder 1985–1993 (5 + 2 Bde., A), 8. völlig neu bearbeitete Auflage, hrsg. von Heinrich Oberreuter, Freiburg i. Br.: Herder 2017ff. (vorauss. 5 Bde., 2 Bände bisher erschienen, A)
- Handwörterbuch der Staatswissenschaften. hrsg. von Johannes Conrad, Jena: Fischer, 1890–1894 (6 Bände und 2 Supplementbände, A). 3., gänzlich umgearbeitete Auflage 1909–1911, hrsg. v. Joh. Conrad (8 Bde., A). 4., gänzlich umgearbeitete Auflage 1923–1929, hrsg. von Ludwig Elster (8 Bde. und Ergänzungsband). Nachfolger: Handwörterbuch der Sozialwissenschaften.
- Enzyklopädie der Rechts- und Staatswissenschaft 1922– (S)
- Evangelisches Staatslexikon. 1. Auflage. Kreuz-Verlag, Berlin 1966 (1 Bd., A), 3. neu bearb. Auflage, Kreuz-Verlag, Stuttgart 1987 (2 Bde., A), 4. vollst. neu bearb. Auflage, Kohlhammer, Stuttgart 2006 (1 Bd., A)
- Lexikon der Politik. München: C. H. Beck, 1992–1998 (7 Bde., S)
- International encyclopedia of political science, hrsg. von Bertrand Badie, Los Angeles, Calif. u. a.: Sage, 2011 (8 Bände)

#### Internationale Beziehungen
- The international studies encyclopedia, hrsg. von Robert A. Denemark, Chichester u. a.: Wiley-Blackwell, 2010–, 12 Bände

#### Österreich
- Franz Gräffer, Johann Jakob Czikann: Österreichische National-Encyclopädie oder alphabetische Darlegung der wissenswürdigsten Eigenthümlichkeiten des österreichischen Kaiserthumes. 6 Bände, Wien 1835–1837 (1 Supplementband 1838; das Werk gilt als erste national ausgerichtete österreichische Enzyklopädie).
- Kronprinzenwerk. 24 Bände, Wien 1885–1902.
- Richard Bamberger, Franz Maier-Bruck (Hrsg.): Österreich Lexikon. 2 Bände, Wien 1966–1967.
- Richard und Maria Bamberger, Ernst Bruckmüller, Karl Gutkas: Österreich-Lexikon. 2 Bände, Wien 1995, ISBN 3-9500438-1-0.
- Lexikon für Österreich. 20 Bände, 2005–2006 (weitgehend identisch mit dem Brockhaus mit zusätzlichem Österreichbezug).

#### Schweiz
- Johann Jacob Leu: Allgemeines Helvetisches, Eydgenössisches, Oder Schweitzerisches Lexicon. Zürich 1747–1765 (20 Bände). Es gilt als wichtigster Vertreter der national ausgerichteten Schweizer Lexika des 18. Jahrhunderts. Zwischen 1786 und 1795 erschienen in Zug bei Blunschi sechs Supplementbände, die von dem Apotheker Hans Jakob Holzhalb herausgegeben wurden.

#### Politische Theorien und Ideologien
- Handbuch des Antisemitismus

### Recht
- Deutsches Rechts-Lexikon. 3 Bde. Hrsg. H. Tilch. München 1992
- Encyklopädie der Rechtswissenschaft. 1870–1904 (S und A)
- Enzyklopädie der Rechts- und Staatswissenschaft. 1922– (S)
- Enciclopedia Giuridica Italiana. 1884–1932
- Max Planck Encyclopedia of Public International Law.
- Encyclopedia of genocide and crimes against humanity. hrsg. von Dinah L. Shelton, 3 Bände, Thomson Gale, Macmillan Reference USA, Detroit [u. a.] 2005
- Encyclopedia of the Supreme Court of the United States. 5 Bände, Macmillan Reference USA, Detroit [u. a.] 2008
- The Oxford international encyclopedia of legal history. Oxford University Press, 2009
- Encyclopedia of human rights. hrsg. von David P. Forsythe, Oxford Univ. Press, New York [u. a.] 2009, 5 Bände

### Wirtschaft
- Johann Georg Krünitz: Oeconomische Encyclopädie, 1773–1858, 242 Bände (A)
- Grundriss der Sozialökonomik, Tübingen 1914–1930, 9 Abteilg. in 12 Bde.n (S)
- Enzyklopädie der Rechts- und Staatswissenschaft 1922- (S). Enthält auch: Volkswirtschaftslehre.
- Enzyklopädie der Betriebswirtschaftslehre, seit 1926 (A und S)
- Handwörterbuch der Wirtschaftswissenschaft: zugleich Neuauflage des Handwörterbuchs der Sozialwissenschaften. Stuttgart u. a.: Fischer u. a. 1977–1983 (9 Bände und Registerband, A)
- The new Palgrave dictionary of economics, hrsg. von Steven N. Durlauf und Lawrence E. Blume, Basingstoke, Hampshire u. a.: Palgrave Macmillan, 2. Auflage 2008

## Philosophie und Religion

### Philosophie
- Joachim Ritter u. a. (Hrsg.): Historisches Wörterbuch der Philosophie. 1971–2005/07 (12 Bde. + Registerbd., A)
- Encyclopédie philosophique universelle, hrsg. von André Jacob, Paris: PUF, 1989–1998
- Hans Jörg Sandkühler u. a. (Hrsg.): Enzyklopädie Philosophie. Hamburg: Meiner, 1999 (2 Bde., A), 2. neubearb. und wesentlich erg. Auflage 2010 (3 Bde.)
- Jürgen Mittelstraß mit Gereon Wolters und (ab Band 3, 1995) Martin Carrier (Hrsg.): Enzyklopädie Philosophie und Wissenschaftstheorie. 4 Bände, Mannheim, ab Band 3 (1995), Stuttgart/Weimar (1980–1984–1996); korrigierter Nachdruck für Band 1 und 2, Stuttgart/Weimar: Metzler, 1995; Nachdruck Band 1–4, ebenda 2004; 2. neubearb. und wesentlich erg. Auflage ebenda ab 2005 (8 Bde.)
- Wolfgang Fritz Haug/Frigga Haug/Peter Jehle (Hrsg.): Historisch-kritisches Wörterbuch des Marxismus. 1994– (15 Bde. geplant, bis 2010 7 Bde. in 9 Teilbde.n erschienen, A)
- Georg Klaus, Manfred Buhr (Hrsg.): Philosophisches Wörterbuch. 1. Auflage. Leipzig: VEB Bibliographisches Institut 1964 (1 Bd.), 10. neubearb. und erw. Aufl., Leipzig: VEB Bibliographisches Institut 1974 (2 Bde.), 11. Auflage, Leipzig: VEB Bibliographisches Institut 1975 (2 Bde.); auch als Marxistisch-leninistisches Wörterbuch der Philosophie. 1. Auflage. Reinbek bei Hamburg: Rowohlt 1972 (3 Bde.), [5. Aufl.] neubearb. u. erw. Ausgabe, Reinbek bei Hamburg: Rowohlt 1975 (3 Bde.)
- Routledge Encyclopedia of Philosophy
- Encyclopedia of Indian Philosophies
- Dictionary of the History of Ideas
- Encyclopedia of Philosophy
- Stanford Encyclopedia of Philosophy
- Internet Encyclopedia of Philosophy
- Philosophisches Wörterbuch (Klaus-Buhr)
- Philosophisches Wörterbuch (Schmidt-Gessmann)
- Philosophisches Wörterbuch (Brugger-Schöndorf)
- Enzyklopädie der Philosophie (Sowetskaja enziklopedija)
- Wörterbuch der Logik

### Religion

#### Allgemein
- Encyclopedia of religion, 15 Bände, hrsg. von Lindsay Jones, Detroit u. a.: Macmillan Reference USA, 2. Auflage 2005
- Hubert Cancik et al. (Hrsg.): Handbuch religionswissenschaftlicher Grundbegriffe, 5 Bde. Kohlhammer, Stuttgart 1988–2001, ISBN 3-17-010531-0.
- Metzler-Lexikon Religion : Gegenwart – Alltag – Medien, hrsg. von Christoph Auffarth, Stuttgart u. a.: Metzler, 1999–2002, 4 Bände

#### Buddhismus
- Encyclopedia of Buddhism, hrsg. von Robert E. Buswell, Jr., New York u. a.: Macmillan Reference USA, Thomson Gale, 2004, 2 Bände
- Encyclopedia of Buddhism, hrsg. von Damien Keown, London u. a.: Routledge, 2007
- Encyclopaedia of Tibetan Buddhism, hrsg. von Kuldeep Chand Agnihotri, New Delhi : Anmol Publ., 2012, 5 Bände
- Encyclopaedia of Buddhist world, hrsg. von Ranjana Rani Singhal, New Delhi : Centrum Press, 2012, 10 Bände

#### Christentum
- Encyclopaedia Biblica: A Critical Dictionary of the Literary, Political and Religion History, the Archeology, Geography and Natural History of the Bible, hrsg. von Thomas Kelly Cheyne und J. Sutherland Black, London: Black, 1899. Reprint: Bristol : Thoemmes u. a., 2003
- The Catholic Encyclopedia. 1907–1912 (15 Bde., A)
- New Catholic encyclopedia. 1967–1996 (15 Bde. und 4 Supplementbde.). 2. Aufl. 2003 (15 Bde., A)
- Encyclopédie des sciences ecclésiastiques
- Die Religion in Geschichte und Gegenwart (RGG). 1. Auflage. 1909–1913 (5 Bde., A), 4. Auflage, hrsg. von Hans Dieter Betz, Tübingen : Mohr Siebeck, 1998–2007
- Evangelisches Kirchenlexikon: internationale theologische Enzyklopädie. Göttingen: Vandenhoeck & Ruprecht, 1956–1961 (3 Bde. und Registerband). – 2., unveränderte Auflage 1961–1962. – 3. Auflage 1986–1997 (5 Bde., A)
- Biographisch-Bibliographisches Kirchenlexikon, herausgegeben seit 1975, 14 Bände A–Z, und bisher (bis 2009) 16 Ergänzungsbände
- Lexikon für Theologie und Kirche (LThK). 1. Auflage. 1930–1938 (10 Bde., A)
- Reallexikon für Antike und Christentum (RAC). Sachwörterbuch zur Auseinandersetzung des Christentums mit der antiken Welt. 1950– (25 Bde. bis 2012)
- Theologische Realenzyklopädie (TRE) 1977–2004 (36 Bde., A). Studienausgabe: 36 Bände in 3 Teilen, dazu 4 Registerbände. De Gruyter, Berlin 2012, ISBN 978-3-11-019098-4.
- The Anchor Bible Dictionary (ABD). 1992 (6 Bde., A)
- The encyclopedia of Christianity (übersetzte und adaptierte Version des Evangelischen Kirchenlexikons), 5 Bände, Grand Rapids, Mich. u. a.: Eerdmans, 1999–2008
- Encyclopedia of the Bible and Its Reception, hrsg. von Hans-Josef Klauck. – Berlin : De Gruyter, 2009– (geplant: 30 Bde., A)
- The encyclopedia of Eastern Orthodox Christianity, hrsg. von John Anthony McGuckin, 2 Bände, Wiley-Blackwell, Malden, Mass. [u. a.] 2011

#### Hinduismus
- Encyclopedia of Hinduism. hrsg. von Denise Cush, Catherine A. Robinson und Michael York, London [u. a] 2007 und 2009 (paperback)
- Brill's encyclopedia of Hinduism, hrsg. von Knut A. Jacobsen, Leiden u. a.: Brill, 2009– (Teil des Handbook of Oriental Studies)

#### Islam
- The Encyclopaedia of Islam. New Edition, Leiden 1960–2007
- First Encyclopaedia of Islam, 1913–1938
- İslâm Ansiklopedisi, Universität Istanbul, 1940–1987
- The Oxford Encyclopedia of the Islamic World, hrsg. von John L. Esposito, Oxford UP, Neuauflage 2009
- The Grove Encyclopedia of Islamic Art & Architecture, hrsg. von Jonathan Bloom und Sheila Blair, Oxford UP 2009
- Encyclopedia of Women & Islamic Cultures, hrsg. von Suad Joseph, Brill Academic Publishers, 2007
- Türkiye Diyanet Vakfi Islam Ansiklopedisi, 44 Bände, hrsg. von TDV (Türkiye Diyanet Vakfi), 1988–2013

#### Judentum
- Isaak ben Samuel Lampronti: Ehrfurcht Isaacs. Reallexikon zur rabbinischen Literatur (hebr. Sefer Paḥad Yiṣḥaq). Enṣiqloppedya la-talmud we-la-halaka (Venedig, Lyck, Berlin 1750–1888; ND im Salmon Verlag, Yerušalayim 1970/1971). Vgl. auch das spätere Digitalisat des Münchner Digitalisierungszentrums (In Iwrith)
- Franz Gräffer, Simon Deutsch (Hrsg.): Jüdischer Plutarch: oder biographisches Lexicon der markantesten Männer und Frauen jüdischer Abkunft (aller Stände, Zeiten und Länder), mit besonderer Rücksicht auf das österreichische Kaiserthum, Band 1–2, Wien 1848. Digitalisat
- Heinrich Graetz, Geschichte der Juden. Von den ältesten Zeiten bis auf die Gegenwart. Aus den Quellen neu bearbeitet, Band 1–11, Leipzig 1853–1875. Digitalisate aller 11 Bände als Faksimile Freimann-Sammlung oder texterkannt durch die Volltextbibliothek Zeno.org.
- Jacob Hamburger: Geist der Hagada. Sammlung hagadischer Aussprüche aus den Talmuden und Midraschim über biblische, dogmatische, moralische und antiquarische Gegenstände. In alphabetischer Ordnung bearbeitet. Verlag Leopold Schnauß, Leipzig 1857 (= Institut zur Förderung der israelitischen Literatur 2 (1856/1857)) (Erste Lemmata einer jüdischen Enzyklopädie veröffentlichte der Strelitzer Rabbiner in diesem Band: Aaron–Aussatz). Nachfolgende Titel folgen dem Bemühen einer vollständigen Berücksichtigung jüdischer Nachschlagewerke in chronologischer Reihe an. Daneben sollen jene Werke, die bereits digital zugänglich sind, auf dieser Seite entsprechend verlinkt miteinander zugänglich werden.
- Jacob Hamburger: Real-Encyclopädie für Bibel und Talmud: Wörterbuch zum Handgebrauch für Bibelfreunde, Theologen, Juristen, Gemeinde- und Schulvorsteher, Lehrer etc."; herausgegeben von Jacob Hamburger und Johann Carl Samuel Steiner, Heft 1: A–Eidesformel, Selbstverlag, Strelitz 1866.
- Jacob Hamburger: Real-Encyclopädie für Bibel und Talmud (mit Abtheilung III (= Band III) in der ersten Auflage fortgeführt als Real-Encyclopädie des Judentums). Wörterbuch zum Handgebrauch für Bibelfreunde, Theologen, Juristen, Staatsmänner, Gemeinde- und Schulvorsteher, Lehrer u. a. m., Band I–III (einschließlich 6 Supplementa), Schletter’sche Buchhandlung H. Skutsch, Kommission K. F. Köhler und Selbstverlag des Verfassers, Breslau/Strelitz/Leipzig 1870–1901 (= 1. Auflage).
  - Abtheilung I. Die biblischen Artikel (Von A–Z), Schletter’sche Buchhandlg. H. Skutsch, Breslau 1870 (1103 S.).
  - Abtheilung II. Die talmudischen Artikel (Von A–Z), Selbstverlag, Strelitz 1883 (1332 S.), 3. durchgesehene und verbesserte Auflage Die talmudischen Artikel (Von A–Z), K. F. Köhler, Leipzig 1892 (1331 S.)
    - Supplement-Band I zur Abtheilung I (Biblischer Teil) und II (Talmudischer Teil), K. F. Köhler, Leipzig 1886 (158 S. und 138 S.).
    - Supplement-Band II zur Abtheilung I (Biblischer Teil) und II (Talmudischer Teil), K. F. Köhler, Leipzig 1891. 177 S.
    - Supplement-Band III zur Abtheilung I (Biblischer Teil) und II (Talmudischer Teil), (nebst Hauptregister, deutsch und hebräisch, zu allen Teilen dieses Werkes), K. F. Köhler, Leipzig 1892. 156 S.
    - Supplement-Band IV zur Abtheilung III (Judentum), Selbstverlag des Verfassers, Strelitz i. M. 1897. 138 S.
    - Supplement-Band V zur Abtheilung III (Judentum), I. Kauffmann Buchhandlung, Frankfurt am Main 1900. 147 S.
    - Supplement-Band VI zur Abtheilung III (Judentum), Selbstverlag des Verfassers, Strelitz i.M. 1901 (=Schlussheft)

  - Abtheilung I. Die biblischen Artikel (Von A–Z), Schletter’sche Buchhandlg. H. Skutsch, Leipzig 1896
  - Abtheilung II. Die talmudischen Artikel (Von A–Z), Selbstverlag, Neustrelitz 1896
    - Supplementa identisch mit der 1. Auflage
- Adolf Neubauer (Hrsg.): Mediaeval Jewish Chronicles and Chronological Notes, edited from printed books and manuscripts, Band 1–2, Clarendon Press, Oxford 1887–1895 (In Iwrith, mit Einführung in Englisch) Digitalisat
- Jacob Hamburger: Real-Encyclopädie des Judentums. Wörterbuch zum Handgebrauch für Bibelfreunde, Theologen, Juristen, Staatsmänner, Gemeinde- und Schulvorsteher, Lehrer, Schulinspektoren u. a. m., Band I–III (einschließlich 6 Supplements), Schletter’sche Buchhandlung H. Skutsch, K. F. Koehler in Kommission und Selbstverlag des Verfassers, Leipzig 1896–1901 (= 2. Auflage, seitenzahlenidentisch).
- Adolph Kohut: Berühmte israelitische Männer und Frauen in der Kulturgeschichte der Menschheit. Lebens- und Charakterbilder aus Vergangenheit und Gegenwart. Ein Handbuch für Haus und Familie. Mit zahlreichen Porträts und sonstigen Illustrationen. Band 1–2, Verlag A. H. Payne, Leipzig-Reudnitz 1900–1901. Digitalisat
- Jacob Hamburger: Real-Encyclopädie des Judentums. Wörterbuch zum Handgebrauch für Bibelfreunde, Theologen, Juristen, Staatsmänner, Gemeinde- und Schulvorsteher, Lehrer, Schulinspektoren u. a. m., Band I-III (einschließlich 6 Supplementa), Schletter’sche Buchhandlung H. Skutsch, K. F. Koehler in Kommission und Selbstverlag des Verfassers, Neustrelitz 1905 (= 3. neue, verbesserte Auflage, wie die 2. und 1. zwar seitenzahlen- aber nicht immer textidentisch (Mit dt. und hebr. Register im III. Supplement der III. Abteilung)).
  - Abtheilung I. Biblische Artikel, Neustrelitz 1905 (1103 S.).
  - Abtheilung II. Talmud und Midrasch, Neustrelitz 1905 (1332 S.).
  - Abtheilung III. Supplementa I-VI. Nachtalmudisches bis auf Moses Mendelssohn, Neustrelitz 1905.
- Cyrus Adler, Isidore Singer (Hrsg.): The Jewish Encyclopedia: A Descriptive Record of the History, Religion, Literature, and Customs of the Jewish People from the Earliest Times to the Present Day, Band 1–12, Funk and Wagnalis, New York/London 1901–1906.
- Marcus Jastrow: A Dictionary of the Targumim, The Talmud Babli and Yerushalmi, and the Midrashic Literature, Band 1 (Alef–chav, with an index of scriptural quotations, 683 S.) – 2 (Lamed–tav, S. 686–1736), Luzac u. a., London 1895–1903 (englisch).
- Lev I. (Ieguda-Lejb-Ven'jamin) Kacenel'son: Evrejskaja ėnciklopedija: Svod znanij o evrejstvĕ i ego kul'turĕ v prošlom i nastojaščem, Band 1–16, izdatel'stvo Brokgauz-Efron, S.-Peterburg 1908–1913 (Nachdrucke: 1. Faksimile-ND: Mouton, Europe Printing, The Hague/Paris/Vaduz 1969–71 (=Slavistic Printings and Reprintings 193, Band 1–16); 2. Faksimile-ND: izdatel'stvo Terra, Band 1–16, Moskva 1991; 3. Evrejskaja ėnciklopedija. 4 CD-ROM (2003), izdatel'stvo Diskaveri, Moskva 2003, ISBN 5-94522-632-7 (Only PC compatible, from Windows 98); Textidentisch mit der Russisch-Jüdischen Enzyklopädie (1908–1913), zusätzlich jede Seite als PDF-Faksimile, nebst Illustrationen und Karten sowie der Exportfunktion des modernen russischen Textes im Unterschied zur Schreibweise vor der letzten Schriftreform). (In Russisch). (=Russisch-jüdische Enzyklopädie Brockhaus-Jefron (1908–1913): Sammlung der Erkenntnisse über das Judentum und seine Kultur in Vergangenheit und Gegenwart). Eine weitere Digitalisierung ist hier zugänglich, beide russische Versionen erlauben eine Volltextsuche. Basis ist das von der Russischen Staatsbibliothek (früher Lenin-Bibliothek) bereitgestellte Faksimile-Digitalisat, das über die Links auf der Wikisource-Seite Band für Band erreichbar ist. Das Gesamtregister der Papierausgabe der „Russisch-jüdischen Enzyklopädie Brockhaus-Jefron (1908–1913)“ beginnt mit der digitalen Seite 223 im letzten 16. Band; abgerufen am 28. April 2014 (In Russisch).
- Salomon Wininger: Große jüdische National-Biographie: mit mehr als 13.000 Lebensbeschreibungen namhafter jüdischer Männer und Frauen aller Zeiten und Länder. Ein Nachschlagewerk für das jüdische Volk und dessen Freunde, Band 1–7, Orient-Verlag et al., Cernăuţi 1925–1936.
- Georg Herlitz, Bruno Kirchner, Ismar Elbogen (Hrsg.): Jüdisches Lexikon. Ein enzyklopädisches Handbuch des jüdischen Wissens, begründet von Georg Herlitz und Bruno Kirchner. Band I-IV/2, Berlin 1927–1930 (ND Jüdischer Verlag, Berlin 1982; ND Athenäum-Verlag, Frankfurt am Main 1987; ND Jüdischer Verlag, Frankfurt am Main 1992). Der Zugang zu den einzelnen fünf Bänden: Band I: A–C. (1927), Band II: D–H. (1928), Band III: Ib–Ma (1928), Band IV/1: Me–R (1930); Band IV/2: S–Z. (1930)
- Jakob Klatzkin, Ismar Elbogen (Hrsg.): Encyclopaedia Judaica: Das Judentum in Geschichte und Gegenwart, Band 1–10, Eschkol Publikations Gesellschaft, Berlin 1928–1934.
- Péter Ujvári (Hrsg.): Magyar Zsidó Lexikon, Budapest 1929 Die digitale Ausgabe der Ungarisch-Jüdischen Enzyklopädie (1929) kann seiten- und stichwortweise durchgeblättert, ihr Volltext durchsucht und in verschiedenen Formaten heruntergeladen werden, ISBN 963-200-519-8, ISBN 963-200-520-1 (In Ungarisch).
- Emanuel bin Gorion, Alfred Loewenberg, Otto Neuburger, Hans Oppenheimer (Hrsg.): Philo-Lexikon. Handbuch des jüdischen Wissens. Handbuch des jüdischen Wissens, Philo Verlag, Berlin 1935, VII S., 830 Sp. (1. Auflage); unveränderter Nachdruck der 3. vermehrten und verbesserten Auflage von 1936: Jüdischer Verlag im Suhrkamp Verlag, Frankfurt am Main 1992.
- Isaac Landman (Hrsg.): The Universal Jewish Encyclopedia: An Authoritative and Popular Presentation of Jews and Judaism since the Earliest Times, Band 1–10, University of the Jewish Encyclopedia, New York 1939–1943 (1. Auflage) Von den zehn Bänden liegen erst fünf digital vor, darunter der Registerband (In Englisch) (2. Auflage 1948).
- Harry Schneidermann, Itzhak J. Camin (Hrsg.): Who's who in World Jewry: A Biographical Dictionary of Outstanding Jews, Who's who in World Jewry, New York 1955 (In Englisch).
- David Bridger, Samuel Wolk (Hrsg.): The New Jewish Encyclopedia. Vorwort von Abba Eban, Behrman House, New York 1962 (2. Auflage 1976) (In Englisch).
- Rambi: The Index of Articles on Jewish Studies, founded by Dr. Issachar Joel in 1966. This is a selective list of articles in various fields of Jewish studies and the study of Eretz Israel and the State of Israel. Rambi based largely on the collections of the National Library. The articles listed Rambi Nlktim from thousands of journals – whether in print or electronically, and from collections of articles, in Hebrew letters, Latin or Cyrillic – and of reprints are sent to by the researchers. The database is updated every day. By the end of 2007 were recorded in about 300,000 records, out of about 20,000 different sources. Rambi appeared in print from 1966 until 2000, volume 50-1. Project conversion of printed booklets (volume 28-1) to the Internet was made possible by the contribution of Littauer Foundation. With all the material Rambi Elevation computer stopped printing the booklets. Rambi record includes – the abbreviated form: author, title, bibliographic information and access to the full text. Dieser Online-Zugang ist in Englisch
- John F. Oppenheimer, Emanuel bin Gorion (Hrsg.): Lexikon des Judentums. Bertelsmann-Lexikon-Verlag, Gütersloh, Berlin/München/Wien 1967, 928 Sp.
- Cecil Roth, Geoffrey Wigoder (Hrsg.): The New Standard Jewish Encyclopedia, Doubleday, Garden City, New York 1970, ISBN 1-135-72758-9.
- Raphael Patai (Hrsg.): Encyclopedia of Zionism and Israel, Band 1–2, Herzl Press MacGraw-Hill, New York 1971 (In Englisch).
- Cecil Roth, Geoffrey Wigoder (Hrsg.): Encyclopaedia Judaica, Band 1–16 (A–Z), Keter Publishing House, Jerusalem/Macmillan, New York 1971–1972 (In Englisch) (ND 1996 Band 1–16 & (17:Supplement) (& Decennial Book 1973–1982 (1982) and Decennial Book 1983–1992 (1994)); Encyclopaedia Judaica on CD-ROM (1997). Der englische Titel dazu: The most comprehensive authoritative source on the Jewish world; includes 26 printed volumes, updated text plus new feature articles, powerful search capabilities, interactive timeline, full multimedia program. Version 1.0, Publisher: Judaica Multimedia, Shaker Heights/Ohio 1997. Kompatibilität: Only PC compatible, Win 95. Laut Angaben des deutschen Vertriebs ist diese CD identisch mit der über den VVB Laufersweiler Verlag (Giessen) seit 2004 vertriebenen CD-ROM trotz dessen anderer ISBN 3-89687-236-2: das weltweit umfangreichste jüdische Nachschlagewerk mit den kompletten 26 Bänden und begleitenden Video- und Tonclips mit multimedialen Effekten als moderne interaktive CD-Rom-Ausgabe!) (In Englisch); (2. und verbesserte und erweiterte Auflage der Papierausgabe: Michael Berenbaum, Fred Skolnik (Hrsg.): Encyclopaedia Judaica, Band 1–22, Macmillan Reference USA, Detroit, [u. a.] 2006–2007. 18.015S. ISBN 978-0-02-865928-2). Die digitale Ausgabe der vollständigen 2. Auflage ist inzwischen frei zugänglich. Die elektronische Ausgabe der aktualisierten 2. Edition (2007) bietet über 21.000 Einträge zu den Themen jüdisches Leben, Kultur, Geschichte und Religion in englischer Sprache. Neue Sachgebiete behandeln die Bibel, Frauen, Jüdische Gesetze und Gemeinschaftsleben sowie den Holocaust. Darüber hinaus enthält sie zahlreiche Abbildungen, Karten, Diagramme, Tabellen und Fotos. ISBN 978-0-02-866097-4 (In Englisch)
- Icchak Oren(-Nadel') (Hrsg.): Kratkaja evrejskaja ėnciklopedija, Band 1–11, izdatel'stvo Keter, Ierusalim 1976–2005. Die elfbändige „Kleine jüdische Enzyklopädie“ (1976–2005) wird in Jerusalem als Elektronische Jüdische Enzyklopädie (Ėlektronnaja evrejskaja ėnciklopedija (ĖEĖ) 1976ff.) weitergeführt (In Russisch).
- Ze'ēv Dafnî (Hrsg.): Ôṣar hay-yahadût, mûśśegê yesôd bay-yahadût, Tefûṣā, Benê Beraq 1983 (In Iwrith).
- Daniel Walden (Hrsg.): Twentieth century American Jewish fiction writers. Gale, Detroit/Michigan 1984 (=Dictionary of Literary Biography 28). ISBN 0-8103-1706-0 (In Englisch)
- Manuel Aguilar and Jan Robertson (Hrsg.): Jewish Spain. A guide. Altalena, Madrid 1984, ISBN 84-7475-165-9 (In Englisch).
- Béatrice Philippe: Les juifs dans le monde contemporain. MA Ed., Paris 1986.
- Refāēl Yehûdā Ṣevî Werblôwsqî (Hrsg.): The Encyclopedia of the Jewish Religion. Adama Books, New York 1986 (In Englisch).
- Min ham-massād, yalqût mûśśāgîm be-yahadût, Miśrad hab-Biṭṭāḥôn, Tel Aviv 1986 (In Iwrith).
- Israel Gutman, Eberhard Jäckel, Peter Longerich (Hrsg.): Enzyklopädie des Holocaust, Band 1–4, Piper-Verlag, München 1987. 1912 S. (2. Auflage 1998) ISBN 3-492-22700-7, ISBN 978-3-492-22700-1.
- Johann Maier, Peter Schäfer (Hrsg.): Kleines Lexikon des Judentums. Verlag Katholisches Bibelwerk, Stuttgart 1987, ISBN 3-460-32001-X.
- Adel Theodor Khoury (Hrsg.): Lexikon religiöser Grundbegriffe. Judentum, Christentum, Islam, Styria-Verlag, Graz 1987, ISBN 978-3-222-11717-6.
- Sẹvî Loker: Pinqas haq-qehîllôt. Enṣîqlôpedyā šel hay-yîššûvvîm hay-yehûdiyyîm le-min hîwwasdām we-×ad le-aḥar šô'at milḥemet hā-× * ôlām haš-šeniyyā; Yûgôslâwyā, Yād wā-šēm, Yerûšālayim 1988, ISBN 965-308-006-7 (In Iwrith).
- Gēršom Bader (Hrsg.): The encyclopedia of Talmudic sages. Aronson, Northvale, NJ/USA 1988, ISBN 0-87668-903-9, ISBN 1-56821-036-1 (In Englisch)
- Moše Ze'ēv Sole (Hrsg.): Leqsîqôn maḥaševet Yiśrā'ēl, îšîm û-mif×ālām. Mas, Yerûšālayim 1989 (In Iwrith).
- Yô'ēl Rappel (Hrsg.): Mô×adê Yiśrā'ēl. Enṣîqlôpedyā šîmmûšît laš-Šabbāt we-la-ḥag; lam-me×ayyên, las-sṭûdenṭ, lat-talmîd Miśrad hab-Biṭṭāḥôn, Tēl-Āvîv 1990, ISBN 965-05-0454-0 (In Iwrith)
- Yiśrael Guṭman (Hrsg.): Yād wa-Šēm' Rāšût haz-Zîkkārôn laš-Šôā we-lag-Gevûrā, Band 1–2, Macmillan, New York 1990, ISBN 0-02-896090-4 (In Iwrith) (Vgl. Enzyklopädie des Holocaust, 1987)
- Alan Unterman (Hrsg.): Dictionary of Jewish lore and legend: Thames and Hudson, London 1991 (In Englisch).
- Die „Arbeitsgemeinschaft für die Erforschung der Geschichte der Juden im süddeutschen und angrenzenden Raum“ (Alemannia Judaica) ist ein 1992 gegründeter Geschichtsverein mit eigenem Nachschlagewerk. Schwerpunkt ihres Arbeitsbereiches ist der alemannische Raum im südwestdeutschen Gebiet (Bereiche Baden-Württemberg, Elsass, Deutschschweiz, Vorarlberg und Schwaben). Der Arbeitsgemeinschaft gehören sowohl zahlreiche Einrichtungen der Region an, die einen Schwerpunkt auf die Aufarbeitung der jüdischen Regional- und Lokalgeschichte gelegt haben, als auch Privatpersonen, denen vor Ort an der Erinnerungsarbeit liegt. Von der Arbeitsgemeinschaft wird eine Website gepflegt, auf der in enzyklopädischer Form Informationen zur jüdischen Lokalgeschichte im süddeutschen und angrenzenden Raum bereitgestellt werden.
- Geoffrey Wigoder (Hrsg.): The New Standard Jewish encyclopedia, Facts on File, New York 1992, ISBN 0-8160-2690-4 (In Englisch).
- Dan Cohn-Sherbok: The Blackwell Dictionary of Judaica. Publisher Blackwell, Oxford 1992 (In Englisch).
- Ellen Frankel, Betsy Platkin Teutsch (Hrsg.): The Encyclopedia of Jewish Symbols. Aronson Northvale/NJ 1992, ISBN 0-87668-594-7 (In Englisch).
- Julius H. Schoeps, Redaktion des Moses Mendelssohn Zentrums (Hrsg.): Neues Lexikon des Judentums. Bertelsmann, Gütersloh 1992 (2. überarbeitete Neuausgabe 1992).
- Werner Weinberg: Lexikon zum religiösen Wortschatz und Brauchtum der deutschen Juden. Frommann-Holzboog-Verlag, Stuttgart/Bad Cannstatt 1994. 356S. ISBN 3-7728-1621-5.
- Geoffrey Wigoder (Hrsg.): The New Encyclopedia of Zionism and Israel. Band 1–2, London and Toronto: Herzl Press 1994, ISBN 0-8386-3433-8 (in Englisch).
- Abraham J. Edelheit, Hershel Edelheit (Hrsg.): History of the Holocaust. A Handbook and Dictionary. Westview Press, Boulder 1994, ISBN 0-8133-1411-9 & ISBN 0-8133-2240-5.
- German G. Branover, Sir Isaiah Berlin, Zeev N. Wagner (Hrsg.): Rossijskaja evrejskaja ėnciklopedija (REĖ), Band 1–5 (Band 1–3, Biographien); Band 4–5 (Historiographische Heimatkunde), Ėpos, Moskva 1994ff. Die Russländische Jüdische Enzyklopädie, (REĖ 1994ff.) wird wie die elfbändige Elektronische Jüdische Enzyklopädie (EJE, 1976ff) als Wiki online weitergeführt, gestiftet von der „Conference of Material Claims against Germany“ (=engl. Encyclopedia of Russian Jewry) (In Russisch).
- Chaim Pearl (Hrsg.): The Encyclopedia of Jewish Life and Thought. Rev. and expanded from the Hebrew, Carta, Jerusalem 1996, ISBN 965-220-232-0 (In Englisch).
- Jean-Christophe Attias, Esther Benbassa (Hrsg.): Dictionnaire de civilisation juive. Auteurs, oeuvres, notions, Larousse, Paris 1997, ISBN 2-03-720319-5 (In Französisch).
- Norman Solomon: Historical dictionary of Judaism. Scarecrow Press, Lanham, Md./USA 1998 (= Historical dictionaries of religions, philosophies, and movements 19) (In Englisch).
- Die Jewish Virtual Library versteht sich mit 16.000 Artikeln und 7.000 Bildern als die umfassendste Online-Enzyklopädie zum Judentum. Sie wurde 1998 durch die US-amerikanische Non-Profit-Organisation American-Israeli Cooperative Enterprise (AICE) gegründet und hat derzeit den Alexa Rank 43,073, abgerufen am 21. Mai 2014. Thematisch befasst sie sich mit u. a. Israel, den amerikanisch-israelischen Beziehungen, der jüdischen Geschichte, dem Holocaust, Zionismus und Antisemitismus. Für die Archivierung werden Enzyklopädien, Geschichtsbücher, Journals usw. ausgewertet. Dabei bestehen Kooperationen mit Einrichtungen wie der Anti-Defamation League, Library of Congress, dem israelischen Ministerium für auswärtige Angelegenheiten und Simon Wiesenthal Center. Digitalisiert wurden bisher u. a. der Tanach und der Babylonische Talmud. Jewish Virtual Library Online
- Eric Joseph Epstein, Philip Rosen (Hrsg.): Dictionary of the Holocaust. Biography, Geography, and Terminology, Greenwood, Westport, Conn 1997, ISBN 0-313-30355-X (In Englisch).
- Šemû'ēl Spector (Hrsg.): The Encyclopedia of Jewish life Before and During the Holocaust, New York University Press, New York 2001, ISBN 0-8147-9356-8 (In Englisch).
- Norman Roth (Hrsg.): Medieval Jewish civilization. An encyclopedia, Routledge, New York 2003 (= Routledge Encyclopedias of the Middle Ages 7) (In Englisch).
- Zofia Borzymińska, Rafał Żebrowski (Hrsg.): Polski słownik judaistyczny. Dzieje, kultura, religia, ludzie. Prószyński i S-ka, Warszawa 2003 (In Polnisch).
- Mordekay Yônā (Hrsg.): Enṣîqlôpedyā šel yehûdê Kûrdîstân, Band 1–2,2, Yônā, Yerûšālayim 2003, ISBN 965-342-853-5 (In Hebräisch)
- Jacob Neusner, Alan Jeffery Avery-Peck (Hrsg.): The Routledge dictionary of Judaism. Routledge, New York 2004 (=Routledge dictionaries). ISBN 0-415-30264-1 (In Englisch).
- Niels-Peter Lemche (Hrsg.): Historical dictionary of ancient Israel. Scarecrow Press, Lanham/Md. 2004 (= Historical Dictionaries of Ancient Civilizations and Historical Eras 13) ISBN 0-8108-4848-1 (In Englisch).
- Veronika R. Irina-Kogan (Hrsg.): Ėnciklopedija. Drevneevrejskie imena, familii, kolena; v trëch tomach Band 1–3, izdatel'stvo Gosudarstvennoj klassičeskoj akademii imeni Majmonida, Moskva 2004 (In Russisch).
- Efraim Zadoff: Shoá: enciclopedia del Holocausto, E.D.Z. Nativ ediciones, Jerusalén 2004 (In Spanisch).
- Dan Cohn-Sherbok: The dictionary of Jewish biography. Continuum, London u. a. 2005. LXVI (In Englisch).
- Îtāmār Lēwîn (Hrsg.): Leqsîqôn haš-šôā, Miśkāl, Tēl-Āvîv 2005, ISBN 965-511-929-7 (In Hebräisch)
- Johann Maier (Hrsg.): Judentum von A bis Z. Glauben, Geschichte, Kultur, Herder-Verlag, Freiburg 2001 (= Herder-Spektrum 5169) ISBN 3-451-05169-9.
- Mordecai Schreiber, Leon Klenicki, Alvin I. Schiff (Hrsg.): The Shengold Jewish Encyclopedia. Schreiber Publishing, New York 2003 (In Englisch). Leseproben
- Glenda Abramson (Hrsg.): Encyclopedia of Modern Jewish culture. Band 1–2, Routledge, London 2004–2005 (Print Edition) (2 vol set) Digitalisat ISBN 0-415-29813-X (In Englisch)..
- Gershon D. Hundert: The YIVO Encyclopedia of Jews in Eastern Europe. Yale University Press, New Haven, 2008, ISBN 978-0-300-11903-9 (In Englisch). Die digitale Version mit diversen Medien ist über eine Website mit Suchfunktion zugänglich.
- Dan Diner (Hrsg.): Enzyklopädie jüdischer Geschichte und Kultur, Metzler-Verlag, Stuttgart/Weimar, Band 1–7, 2011–2015, ISBN 978-3-476-02500-5 (Vgl. auch die dem Herausgeberprojekt gewidmete Webseite bei der Sächsischen Akademie der Wissenschaften zu Leipzig).

## Architektur, Mode, Kunst, Musik und Literatur

### Ästhetik
- Encyclopedia of Aesthetics, hrsg. von Michael Kelly, 4 Bände, New York, NY u. a.: Oxford University Press, 1998 – online bei Oxford Art Online
- Ästhetische Grundbegriffe: historisches Wörterbuch in sieben Bänden, hrsg. von Karlheinz Barck, Stuttgart u. a.: Metzler, 2000–2005

### Architektur und Gartenbaukunst
- Wasmuths Lexikon der Baukunst, hrsg. von Günther Wasmuth, Berlin: Wasmuth, 1929–1937, 5 Bände
- Encyclopedia of 20th-century architecture, hrsg. von R. Stephen Sennott, New York u. a.: Fitzroy Dearborn, 2004, 3 Bände
- Encyclopedia of gardens : history and design, hrsg. von Candice A. Shoemaker, Dearborn, Chicago [u. a.] 2001, 3 Bände

### Kunst
- Ludger Alscher u. a. (Hrsg.): Lexikon der Kunst. Architektur, bildende Kunst, angewandte Kunst, Industrieformgestaltung, Kunsttheorie. 5 Bände. E. A. Seemann, Leipzig 1968–1978.
- Wolf Stadler (Gesamtleitung): Lexikon der Kunst. Malerei – Architektur – Bildhauerkunst. 12 Bände. Herder, Freiburg i. Br. 1987–1990.
- Allgemeines Lexikon der bildenden Künstler – von der Antike bis zur Gegenwart. 37 Bände, Leipzig 1907–1950.
- Hans Vollmer (Hrsg.): Allgemeinem Lexikon der bildenden Künstler des XX. Jahrhunderts 6 Bände, Leipzig 1953–1962.
- Allgemeines Künstlerlexikon
- Reallexikon zur Deutschen Kunstgeschichte, hrsg. von Otto Schmitt, Band 1 ff., Stuttgart [von Band 6 an: München] 1937 ff. (Druckausgabe eingestellt)
- Grove Dictionary of Art
- Künstler – Kritisches Lexikon der Gegenwartskunst
- The Grove encyclopedia of Islamic art and architecture, hrsg. von Jonathan M. Bloom und Sheila S. Blair, Oxford University Press, Oxford u. a. 2009, 3 Bände
- Enciclopedia dell’Arte Antica, Classica e Orientale, hrsg. von Ranuccio Bianchi Bandinelli, Rom 1958–1999, 15 Bände + Supplemente

### Mode
- Encyclopedia of Clothing and Fashion, hrsg. von Valerie Steele, 3 Bände, Detroit u. a.: Thomson Gale, 2005
- Berg Encyclopedia of World Dress and Fashion, hrsg. von Joanne B. Eicher, 10 Bände, Oxford u. a.: Berg, 2010 (auch online)

### Musik
- Die Musik in Geschichte und Gegenwart : allgemeine Enzyklopädie der Musik. 1. Auflage. 1949–1987 (17 Bde., A). 2. Auflage, 26 Bde. 1994–2007.
- Pipers Enzyklopädie des Musiktheaters: Oper, Operette, Musical, Ballett. Piper, München u. a. 1986–1997 (7 Bände und Registerband, A)
- Handbuch der Musik im 20. Jahrhundert, wiss. Beirat: Elmar Budde u. a., Laaber, Laaber-Verlag, 1999
- Grove Dictionary of Music and Musicians
- Barry Kernfeld (Hrsg.): The New Grove Dictionary of Jazz, 3 Bände, MacMillan 2002
- Komponisten der Gegenwart
- Continuum Encyclopedia of Popular Music of the World. Hrsg. von David Shepard, London [u. a.] 2003
- Handbuch der systematischen Musikwissenschaft. Hrsg. von Helga de la Motte-Haber, Laaber-Verlag, Laaber 2004
- Lexikon Musik und Gender, hrsg. von Annette Kreutziger-Herr und Melanie Unseld, Kassel: Bärenreiter und Stuttgart und Weimar: Metzler, 2010
- Worlds of Music, Online-Musiklexikon, Hrsg. Ralf Brandhorst, Hamburg, 2006–2024
- Oesterreichisches Musiklexikon
- The Oxford encyclopaedia of the music of India, hrsg. von Nikhil Ghosh. – New Delhi u. a.: Oxford Univ. Pr., 2011, 3 Bände
- Encyclopedia of Popular Music, 10 Bände, Oxford UP 2006
- Indiepedia.de
- Reclams Konzertführer
- Reclams Operettenführer
- Reclams Opernführer
- Reclams Musicalführer
- Reclams Klaviermusikführer
- Reclams Liedführer
- Reclams Jazzführer
- The Penguin Guide to Jazz
- Bayerisches Musiker-Lexikon Online
- Das Musikwerk
- Lexikon verfolgter Musiker und Musikerinnen der NS-Zeit
- Pipers Enzyklopädie des Musiktheaters
- Riemann Musiklexikon
- Handwörterbuch der musikalischen Terminologie
- Dizionario enciclopedico universale della musica e dei musicisti
- Historisch-kritisches Liederlexikon
- Großes Sängerlexikon

### Linguistik, Rhetorik und Kommunikation
- Historisches Wörterbuch der Rhetorik
- Lexikon der Romanistischen Linguistik (LRL). Hrsg. Günter Holtus, Michael Metzeltin, Christian Schmitt. 8 Bände in 12 Halbbänden. Niemeyer, Tübingen 1988–2005.
- Encyclopedia of language & linguistics, hrsg. von Keith Brown, 14 Bände, Amsterdam u. a.: Elsevier, 2. Auflage 2006
- The international encyclopedia of communication. 12 Bände. Blackwell, Malden, Mass. [u. a.] 2008.
- The encyclopedia of applied linguistics. hrsg. von Carol A. Chapelle, 10 Bände, Wiley-Blackwell, Malden, Mass. [u. a.] 2013
- David Crystal: Die Cambridge Enzyklopädie der Sprache. Campus Verlag, Frankfurt 1993, ISBN 3-593-34824-1.

### Populärkultur
- Encyclopedia of African American popular culture. hrsg. von Jessie Carney Smith, 4 Bände, Greenwood, Santa Barbara, Calif. [u. a.] 2011

### Theater, Tanz und Performance
- Pipers Enzyklopädie des Musiktheaters: Oper, Operette, Musical, Ballett. Piper, München u. a. 1986–1997 (7 Bde. und Registerband, A)
- Manfred Brauneck: Die Welt als Bühne: Geschichte des europäischen Theaters, Stuttgart u. a.: Metzler, 1993–2007[2]
- International encyclopedia of dance, hrsg. von Selma Jeanne Cohen, New York: Oxford University Press, 1998, 6 Bände, ISBN 0-19-509462-X.
- The world encyclopedia of contemporary theatre, hrsg. von Don Rubin, London u. a.: Routledge, 1994–2000, 6 Bände
- The Oxford encyclopedia of theatre & performance, hrsg. von Dennis Kennedy, Oxford u. a.: Oxford Univ. Press, 2003, 2 Bände
- Encyclopedia of Latin American theater, hrsg. von Eladio Cortés. – Westport, Conn. u. a.: Greenwood Press, 2003
- Metzler Lexikon Theatertheorie, hrsg. von Erika Fischer-Lichte, Doris Kolesch und Matthias Warstat, Stuttgart 2005
- Theaterlexikon der Schweiz, Zürich 2005, 3 Bände (auch online)
- Encyclopedia of Asian theatre, hrsg. von Samuel L. Leiter, Westport, Conn. u. a.: Greenwood Press, 2007, 2 Bände

## Medien

### Buch
- Michael F. Suarez und H. R. Woudhuysen (Hrsg.): The Oxford Companion to the Book. 2 Bände. Oxford University Press, Oxford u a. 2010, ISBN 978-0-19-860653-6.
- Karl Löffler, Joachim Kirchner (Hrsg.): Lexikon des gesamten Buchwesens. 3 Bände. Hiersemann, Leipzig 1935–1937 (Severin Corsten u. a. (Hrsg.): Lexikon des gesamten Buchwesens. LGB. 2., völlig neu bearbeitete Auflage. Hiersemann, Stuttgart 1985 ff., ISBN 3-7772-8527-7 (bis März 2012 sind 57 Lieferungen, = Beginn des 8. Bandes, erschienen)).

### Fernsehen
- Encyclopedia of television, hrsg. von Horace Newcomb (Museum of Broadcast Communications), 4 Bände, New York, NY u. a.: Fitzroy Dearborn, 2004

### Film und Filmwissenschaft
- The St. James Women Filmmakers Encyclopedia: Women on the Other Side of the Camera, hrsg. von Amy L. Unterburger, Detroit [u. a.]: Visible Ink Press 1999
- International dictionary of films and filmmakers, hrsg. von Tom Pendergast, 4 Bände, 4. Auflage, St. James Press, Detroit [u. a.] 2000
- Encyclopedia of early cinema, hrsg. von Richard Abel, London [u. a.] : Routledge 2005
- Encyclopedia of the Documentary Film, hrsg. von Ian Aitken, Routledge, New York [u. a.] 2006
- Philippe Rege: Encyclopedia of French Film Directors. Scarecrow Press, 2010, 2 Bände
- CineGraph – Lexikon zum deutschsprachigen Film
- Lexikon des Internationalen Films
- Lexikon der Filmbegriffe
- Ephraim Katz: The Film Encyclopedia, Collins Reference, 6. Auflage 2008
- Historical Dictionary of African American Cinema, hrsg. von S. Torriano Berry, Venise T. Berry, Lanham, Md. [u. a.] : Rowman & Littlefield , 2. Auflage 2015
- Antoine de Baecque, Philippe Chevallier (Hrsg.): Dictionnaire de la pensée du cinéma, Paris: PUF 2. Auflage 2016
- Edward Branigan, Warren Buckland (Hrsg.): The Routledge Encylopedia of Film Theory, London und New York: Routledge 2014
- Thomas Morsch (Hrsg.): Handbuch Filmtheorie, Wiesbaden: Springer VS 2021
- Kyle Stevens (Hrsg.): The Oxford Handbook of Film Theory, New York, NY : Oxford University Press, 2022
- Marcus Stiglegger (Hrsg.): Handbuch Filmgenre: Geschichte – Ästhetik – Theorie, Wiesbaden: Springer VS 2020
- Kay Weniger: Das große Personenlexikon des Films

### Fotografie
- Contemporary photographers. hrsg. von Martin Marix-Evans und Andrej Baskakov, 3. Aufl., XXV, zahlr. Ill., St. James Press, New York [u. a.] 1995
- Hans-Michael Koetzle: Das Lexikon der Fotografen: 1900 bis heute. München: Knaur 2002, ISBN 3-426-66479-8.
- John Hannavy (Hrsg.): Encyclopedia of Nineteenth-Century Photography. Routledge, New York 2005, ISBN 978-0-415-97235-2.
- Lynne Warren (Hrsg.): Encyclopedia of Twentieth-Century Photography. Routledge, New York, New York [u. a.] 2006

### Journalismus
- Encyclopedia of journalism, hrsg. von Christopher H. Sterling, Thousand Oaks, Calif. [u.a] : SAGE, 2009, 6 Bände
- The encyclopedia of war journalism : 1807–2010, hrsg. von Mitchel P. Roth, Amenia, NY : Grey House Pub., 2. Auflage 2010

### Radio
- Encyclopedia of radio, The Museum of Broadcast Communications, hrsg. von Christopher H. Sterling, New York u. a.: Fitzroy Dearborn, 2004, 3 Bände

## Gesundheit und Medizin

### Medizin
Siehe auch: Medizin-Enzyklopädie
- Albert Eulenburg (Hrsg.): Real-Encyclopädie der gesammten Heilkunde. 1880–1901; 3. Aufl. 26 Bände 1894–1901 (A)
- Pschyrembel (Medizinisches Wörterbuch)
- Roche Lexikon Medizin
- Wörterbuch der Medizin
- Reallexikon der Medizin und ihrer Grenzgebiete

### Pharmazie
- Hagers Enzyklopädie der Arzneistoffe und Drogen

### Psychologie
- Enzyklopädie der Psychologie, Göttingen: Hogrefe, seit 1982
- The Corsini encyclopedia of psychology and behavioral science, hrsg. von W. Edward Craighead; Charles B. Nemeroff, New York u. a.: Wiley, 3. Auflage 2001, 4 Bde.
- Lexikon der Psychologie, Hrsg. G. Wenninger, Heidelberg 2000–2002, 5 Bde.
- Handbuch der Psychologie, Göttingen: Hogrefe, seit 2005

### Psychoanalyse
- International Dictionary of Psychoanalysis, hrsg. von Alain de Mijolla, 3 Bände, Detroit u. a.: Thomson/Gale, 2005 (MacMillan Reference Books)
- The Edinburgh international encyclopaedia of psychoanalysis, hrsg. von Ross M. Skelton, Edinburgh: Edinburgh Univ. Press, 2006
- Élisabeth Roudinesco: Wörterbuch der Psychoanalyse: Namen, Länder, Werke, Begriffe. Wien u. a.: Springer, 2004

## Mathematik, Naturwissenschaften und Technik

### Wissenschaftsgeschichte
- Dictionary of Scientific Biography
- Christian Gottlieb Jöcher (Hrsg.), Allgemeines Gelehrten-Lexicon, 4 Bände, Leipzig 1750/51

### Mathematik
- Enzyklopädie der mathematischen Wissenschaften
- Encyclopaedia of Mathematics
- Encyclopedic dictionary of Mathematics, MIT Press, 2 Bände, Herausgeber Kiyoshi Ito und Mathematical Society of Japan (englische Ausgabe: 1. Auflage 1987, 2. Auflage 1993)
- Siegfried Gottwald, Hans J. Ilgauds, Karl-Heinz Schlote: Lexikon bedeutender Mathematiker, Bibliographisches Institut 1990, Harri Deutsch, 2. Auflage 2006
- J. Naas, H. L. Schmid (Hrsg.): Mathematisches Wörterbuch mit Einbeziehung der Theoretischen Physik. 2 Bände, Berlin, Leipzig, Akademie Verlag und Teubner, 1972, 1974
- Guido Walz (Hrsg.): Lexikon der Mathematik. 6 Bände, Spektrum Verlag 2001

### Naturwissenschaft, allgemein
- Naturalis historia, vor 79, 37 Bände (Plinius der Ältere) (S)
- Bartholomäus de Glanvilla: De proprietatibus rerum, 1240 (19 Bücher). Verbreitetste Spezialenzyklopädie des Spätmittelalters (S, tlw.A).
- Dictionnaire raisonné universel d’histoire naturelle, 1764– ?, 12 Bände, Jacques Christophe Valmont de Bomare (A)
- McGraw-Hill encyclopedia of science & technology, 20 Bände, New York, NY u. a.: McGraw-Hill, 10. Auflage 2007
- Historical Encyclopedia of Natural and Mathematical Sciences, Berlin u. a.: Springer, 2009
- Handwörterbuch der Naturwissenschaften
- Landolt-Börnstein

### Astronomie
- Paul Murdin (Hrsg.): Encyclopedia of Astronomy & Astrophysics. Institute of Physics, Bristol u. a. 2001 (4 Bände) (A)
- Simon Mitton (Hrsg.): Cambridge Enzyklopädie der Astronomie. Bertelmann Lexikon Verlag, Gütersloh 1978, ISBN 3-570-06273-2.

### Biologie
- Lexikon der Biologie
- Brehms Tierleben
- Grzimeks Tierleben
- Encyclopedia of Life Sciences. John Wiley & Sons, 2002–2007 (26 Bände) (A)
- Georg Toepfer: Historisches Wörterbuch der Biologie: Geschichte und Theorie der biologischen Grundbegriffe. Stuttgart: Metzler, 2011
- Treatise on Invertebrate Paleontology
- Enzyklopädie der Holzgewächse

### Chemie
- Beilsteins Handbuch der Organischen Chemie
- Chemiker-Kalender
- Gmelins Handbuch der anorganischen Chemie
- Handbook of Chemistry and Physics
- Houben-Weyl, Methoden der organischen Chemie
- Kirk-Othmer Encyclopedia of Chemical Technology
- Landolt-Börnstein Tabellenwerk – Zahlenwerte und Funktionen aus Physik, Chemie, Astronomie, Geophysik und Technik.
- Lexikon bedeutender Chemiker
- Römpp Chemie Lexikon (A)
- Taschenbuch für Chemiker und Physiker
- Ullmanns Enzyklopädie der Technischen Chemie (A)
- Ullmann's Encyclopedia of Industrial Chemistry (A)
- Winnacker-Küchler: Chemische Technik

### Physik
- Handbuch der Physik
- Hermann Franke (Hrsg.): dtv Lexikon der Physik. 10 Bände, DTV 1970 (ursprünglich als Lexikon der Physik, 3 Bände, Stuttgart 1969, Franckhsche Verlagsbuchhandlung)
- Oskar Höfling (Hrsg.): Lexikon der Schulphysik, 8 Bände, Aulis Verlag 1972, 1978
- Walter Greulich (Hrsg.): Lexikon der Physik, 6 Bde., Heidelberg : Spektrum Verlag, 1998–2000. Auch als CD-ROM.
- Harry Paul (Hrsg.): Lexikon der Optik. 2 Bde., Heidelberg 1999
- Franco Bassani, Gerald Liedl, Peter Wyder (Hrsg.) Encyclopedia of condensed matter physics, 6 Bände, Elsevier, 2005
- Modern Encyclopedia of Mathematical Physics, hrsg. von Irina Aref'eva und Daniel Sternheimer, Springer Netherlands, 2010
- Jean-Pierre Francoise, Gregory L. Naber, Tsou Sheung Tsun (Herausgeber) Encyclopedia of Mathematical Physics, 5 Bände, Elsevier/Academic Press 2006

### Geowissenschaften
- John H. Steele (Hrsg.): Encyclopedia of Ocean Sciences. Academic Press, San Diego u. a. 2001 (6 Bände) (A)
- Vivien Gornitz (Hrsg.): Encyclopedia of Paleoclimatology and Ancient Environments. Springer Verlag 2009
- David Gubbins, Emilio Herrero-Bervera (Hrsg.): Encyclopedia of Geomagnetism and Paleomagnetism. Springer Verlag 2007
- Westermann-Lexikon der Geographie, Hrsg. Wolf Tietze – 2. (teilw. 3.) Aufl. – Braunschweig: Westermann. – 5 Bde. 1973–1975
- Christiane Martin, Manfred Eiblmaier (Hrsg.): Lexikon der Geowissenschaften : in sechs Bänden. Heidelberg u. a.: Spektrum, Akad. Verlag, 2000–2002
- International Encyclopedia of Human Geography, 2009
- Richard Selley, L. Robin M. Cocks, Ian Plimer (Hrsg.): Encyclopedia of Geology. 5 Bände, Elsevier 2005
- William A. Nierenberg (Hrsg.): Encyclopedia of Earth System Science. 4 Volumes, Academic Press, 1992

### Technik und Technologie
- Lexicon technicum, 1704 (A)
- Luke Herbert: The Engineer’s and Mechanic’s Encyclopaedia. Kelly, London 1836–1837; 2. Aufl. 1849 (2 Bde.) (A)
- Charles Tomlinson: Cyclopaedia of Useful Arts und Manufactures. Virtue, London 1852 (2 Bde., Supplement 1862) (A)
- Lexikon der gesamten Technik
- Victor von Röll: Encyklopädie des gesamten Eisenbahnwesens in alphabetischer Anordnung, 1890–1895 in 7 Bänden, Verlagsbuchhandlung Carl Gerold’s Sohn, Wien, 2. Auflage 1912 bis 1923 in 10 Bänden, Urban & Schwarzenberg Verlag, Berlin/Wien.